# Белтинці (община)
Община Белтинці (словен. Občina Beltinci) — одна з общин Словенії. Адміністративним центром є місто Белтинці.

## Населення
У 2011 році в общині проживало 8323 осіб, 4109 чоловіків і 4214 жінок. Чисельність економічно активного населення (за місцем проживання), 3247 осіб. Середня щомісячна чиста заробітна плата одного працівника (EUR), 808,39 (в середньому по Словенії 987.39). Приблизно кожен другий житель у громаді має автомобіль (48 автомобілі на 100 жителів). Середній вік жителів склав 41,3 роки (в середньому по Словенії 41.8). 